# ألاعيب الشيطان (فلم)
ألاعيب الشيطان (بالإنجليزية: Satan's Brew) (بالألمانية: Satansbraten) فيلم للمخرج والمؤلف والممثل الألماني الغربي راينر فيرنر فاسبيندر لعام 1976، وهو فيلمه الطويل السادس والعشرون في ثماني سنوات. يحكي عن الأزمة الإبداعية لكاتب يساري. تم التصوير في ميونيخ على جزئين: 14 يومًا في أكتوبر 1975، و15 يومًا في يناير/فبراير 1976. كانت التكلفة حوالي 600000 مارك ألماني، وكان العرض الأول للفيلم في 7 أكتوبر 1976 في أسبوع مانهايم السينمائي (Mannheim-Heidelberg International Filmfestival)؛ ثم بدأ في دور العرض السينمائية في نوفمبر 1976، وظهر في دور العرض الأمريكية في 9 أغسطس 1977.

## طاقم التمثيل
- كورت راب: في دور والتر كرانز
- مارجيت كارستنسن: في دور أندريه
- هيلين فيتا: في دور لويز كرانز
- فولكر شبنجلر: في دور إرنست كرانز
- إنجريد كافين: في دور ليزا
- ماركوار بوم: في دور رولف
- يا سالو: في دور لانا فونماير بير
- يولي لوميل: في دور لاوف
- بريجيت ميرا: في دور السيدة كرانز
- كاثرينا بوخامر: في دور إيرمجارت فون ويتزليبن
- ارمين ماير: في دور المحتال[5]

## أحداث الفيلم
يعيش الشاعر والتر كرانز وزوجته البراجماتية لويز مع شقيقه المريض عقلياً إرنست. والتر يعاني من مشاكل مالية لأن «شاعر الثورة» الناجح سابقًا لم يكتب أي شيء منذ عامين، وحسابه مكشوف إلى حد كبير، ولم يعد ناشره يموله، وتراكمت عليه الديون لأصدقائه ليزا ورولف. تأتيه فكرة الكتابة عن فتاة ليل، ويستقبل لانا فون مايربير، لإجراء مقابلة، لكنه يجد أن معاشرتها أسهل من طرح أسئلة جيدة، وعندما يكتب والتر قصيدة جميلة، سرعان ما تكتشف زوجته إنها من أعمال ستيفان جورج الكاتب المعروف. يبدأ والتر في تقمص شخصية ستيفان جورج وأيضا يقلد ملابسه وشعره المستعار. دفع نقص مال والتر إلى زيارة والديه الفقراء مرة أخرى بعد سنوات من الإنقطاع. يستمر والتر في التحايل وإبتزاز من حوله، لتنتهي حياته بشكل مأساوي.

## المخرج والفيلم
يبدأ الفيلم بإقتباس من أنطونين أرتود Antonin Artaud (شاعر سريالي وممثل كما أنه ناقد وكاتب ومخرج مسرحي فرنسي) الذي يهدي له فاسبيندر فيلمه، تقول كلمات أرتود «اليأس رحلة إلى النور».
قال فاسبيندر عن فيلمه في مقابلة مع الناقد السينمائي الألماني ولفرام شوت  Wolfram Schütte عام 1976: «هذه محاولة لها علاقة بالعديد من الأشياء التي يجب أن أفعلها، التي لها علاقة بمواقفي عندما أقرأ الجريدة، ما هو الموقف الذي أطوره تجاه أشياء معينة، أو عندما أتحدث إلى الأشخاص الذين ما زالوا يتحدثون كما لو كنا  نزل عام 1968، وما يحدث لي بعد ذلك، لماذا أشعر بالعدوانية، حسنًا، ما نوع العدوان الذي وقع على، وكيف تغلبت عليه مرة أخرى لأنني أقول لنفسي إن هذا هو الطريق الصحيح. ومن هذا الزحام من المشاعر والأفكار، أحاول سرد قصة واضحة».

## إستقبال الفيلم
كتبت جانيت ماسلين من نيويورك تايمز: «إذا كنت لا تعلم عن فاسبندر سوى إنه مخرج  غزير الإنتاج، فإذهب فورا لرؤية الاعيب الشيطان»، وكتب الناقد السينمائي جاي انتاني: «إذا كنت جديدًا على فاسبندر، فقد يفاجئك هذا الشخص على حين غرة، لكن إذا كنت تحب الرجل، فإليك طريقة أخرى لتخدش رأسك وتضحك ضحكة مكتومة»، كتب دينيس شوارتز من مجلة إستعراض الفيلم: «لقد كان ممتعًا كثرفيه الخروج عن المألوف، من مخرج لا يخشى المخاطرة وتغيير أسلوبه في التصوير». منح موقع الطماطم الفاسدة  فيلم فاسبندر «الاعيب الشيطان» تقييم 75%.

## وصلات خارجية
https://web.archive.org/web/20201002122853/https://www.tcm.com/tcmdb/title/488176/satans-brew#overview ألاعيب الشيطان (فيلم)
https://www.imdb.com/title/tt0075165/ ألاعيب الشيطان (فيلم)